# Die Berliner Literaturkritik

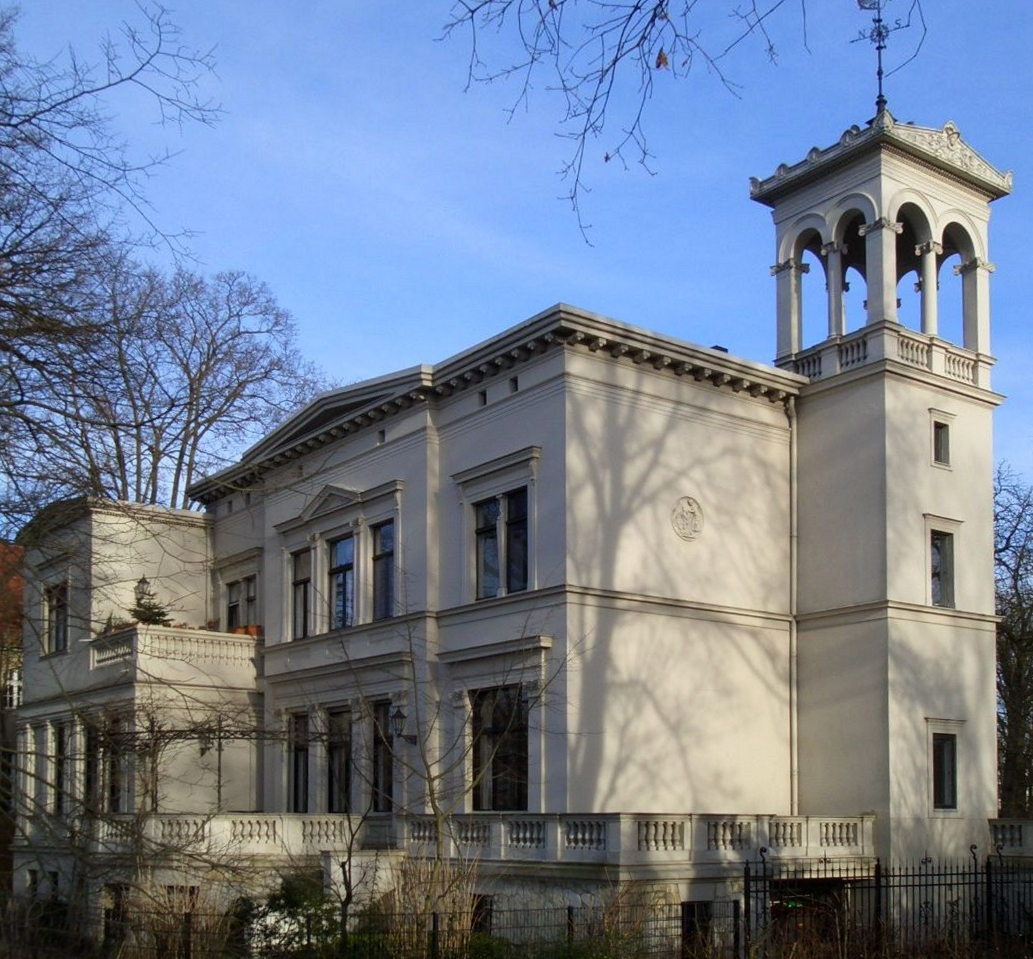
Die ehemalige Villa Wild in Berlin-Wannsee, von 2002 bis 2011 Sitz des Verlags und der Redaktion

Die Berliner Literaturkritik (BLK) war ein deutsches Literaturmagazin mit Verlags- und Redaktionssitz in Berlin. Es bestand von 2002 bis 2011 und erschien zuletzt werktäglich aktualisiert online im Internet sowie vierteljährlich in einer Druckausgabe. Das Magazin brachte Neuigkeiten und Informationen rund um das Thema Literatur, wobei die Literaturkritik einen Schwerpunkt bildete. Die gedruckte Ausgabe, die unter anderem eine Auswahl der Rezensionen aus der Internetausgabe enthielt, wurde seit 2004 bis zur Einstellung in wechselnder Periodizität herausgegeben. Die redaktionelle Arbeit wurde zum Jahresende 2011 eingestellt.

## Geschichte
Das Onlinemagazin wurde Ende 2002 von dem Journalisten und Redakteur (Deutsche Welle) Martin Schrader in Berlin-Wannsee gegründet, mit Sitz in der ehemaligen Villa Wild auf dem Grundstück Am Sandwerder 1. In dem Villengebäude, das 1875 von Ernst Petzholtz erbaut wurde, hatten sowohl der Verlag und als auch die Redaktion ihren Sitz. Schrader hatte die Idee für dieses Projekt bereits seit mehreren Jahren, allerdings als Printversion.
Aus Kostengründen verlagerte er das projektierte Magazin ins Internet, mit gewandeltem Konzept: Ursprünglich als reines „Rezensionsorgan“ vorgesehen, wurden aufgrund der Möglichkeiten und üblichen „Formate“ des anderen Mediums von Schrader andere journalistische Formen gewählt. Sein Ziel war es nun, eine Literatur-Nachrichtenagentur zu werden und sowohl Rezensionen als auch „kurze und lange Nachrichten, Essays, Interviews“ – „auf Bücher, Autoren und Verlage konzentriert“ – anzubieten.
Die Berliner Literaturkritik trat damit in Konkurrenz zu anderen Rezensionsplattformen und zu den Online-Diensten der Branchenmagazine sowie zum Onlinemagazin Perlentaucher und zur 2009 eingestellten Internetzeitung Netzeitung. Anfangs wurde das Onlinemagazin von einer dreiköpfigen Redaktion und von mehreren freien Mitarbeitern erstellt.
Ab Mai 2004 wurde auch eine gedruckte Ausgabe herausgegeben, die zunächst monatlich erschien, ab 2007 alle zwei Monate. Zuletzt erschien die Druckausgabe vierteljährlich.
Onlinemagazin und Druckausgabe wurden zuletzt von einer auf die Themenpalette hin ausgerichteten Vollredaktion erstellt, die aus mehreren Redakteuren und zusätzlichen freien Mitarbeitern sowie Praktikanten bestand. Das Onlinemagazin war kostenfrei nutzbar und die Druckausgabe wurde gratis verteilt, die Finanzierung erfolgte durch Werbung. Außerdem erfolgte eine „Weiterverwertung“ der Inhalte, so wurden die Rezensionen häufig von der Deutschen Presse-Agentur (dpa) übernommen und dann deren Kunden aus dem Zeitungsmarkt angeboten. Daneben betrieb die BLK auch einen Buchladen in Form eines Online-Buchversands, der ausgewählte Bücher und Hörbücher anbot, insbesondere Neuerscheinungen und Bestseller.
Zu den in der Berliner Literaturkritik vertretenen Rezensenten gehörten unter anderem Michael Fisch, Susanna Gilbert-Sättele, Wilfried Mommert, Jan Röhnert, Martin Spieß und Roland H. Wiegenstein.
Die redaktionelle Arbeit wurde zum Jahresende 2011 eingestellt. Seitdem wird nur noch ein Online-Archiv betrieben, auf dem frühere Rezensionen und frühere redaktionelle Beiträge abgerufen werden können. Der Redaktionssitz wurde inzwischen von Berlin nach Hildesheim verlegt.

## Das Onlinemagazin
Die Berliner Literaturkritik veröffentlichte auf ihren Internetseiten aktuelle Neuigkeiten und Informationen „rund um das literarische Leben“. Einer der Schwerpunkte lag bei Rezensionen über Neuerscheinungen in der Belletristik und im Sachbuchbereich. Im Sachbuchbereich wurden die Bereiche Politik, Philosophie, Religion, Kunst und Kultur sowie Recht, Wirtschaft, Natur und Technik abgedeckt. Außerdem veröffentlichte das Onlinemagazin einen werktäglichen Literatur-Nachrichtendienst, ausgewählte Leseproben von neuen Büchern sowie einen Literatur-Veranstaltungskalender.
Der Zugang zum Onlinemagazin war ohne Registrierung möglich, während der Abruf von Rundbriefen die vorherige Einrichtung eines Benutzerkontos erforderte. Seit Einstellung der redaktionellen Arbeit zum Jahresende 2011 bietet die frei zugängliche Website nur noch Archivtexte an.

## Druckausgabe
Das gedruckte und zuletzt vierteljährlich, unter dem gleichen Namen wie das Onlinemagazin erschienene Literaturmagazin Die Berliner Literaturkritik enthielt Literatur-Nachrichten, Berichte über neue Bücher und über Autoren und Verlage, sowie einen Veranstaltungskalender. Außerdem wurden darin ausgewählte Rezensionen des Onlinemagazins veröffentlicht. Nach eigenen Angaben des Herausgebers erschienen die Hefte zuletzt in einer Auflage von 13.000 Exemplaren, von denen drei Viertel gratis in Berliner Buchhandlungen, Bibliotheken und Kultur-Institutionen verteilt wurden. Das restliche Viertel der Druckausgabe wurde überregional verteilt und lag an wichtigen Literaturveranstaltungsorten in ganz Deutschland aus.
Die gedruckte Ausgabe der BLK gehört außer zu den Archivbeständen der Deutschen Nationalbibliothek in Leipzig und in Frankfurt am Main auch zum jeweiligen Sammel- und Präsenzbestand der Zentral- und Landesbibliothek Berlin und des Deutschen Literaturarchivs Marbach.